# Касабланка (фильм)
«Касабла́нка» (англ. Casablanca) — голливудская романтическая кинодрама 1942 года, поставленная режиссёром Майклом Кёртисом, с Хамфри Богартом и Ингрид Бергман в главных ролях. Действие фильма разворачивается в начале Второй мировой войны в марокканском городе Касабланка, находившемся в то время под контролем вишистской Франции. Сюжет сосредоточен на внутреннем конфликте человека, которому приходится выбирать между долгом и чувством, между любимой женщиной и необходимостью помочь ей и её мужу, лидеру движения Сопротивления, бежать из Касабланки для продолжения борьбы с нацистами.
Хотя «Касабланка» создавалась как фильм категории А, с известными актёрами и первоклассными сценаристами, никто не надеялся добиться исключительных результатов — и действительно, первые показы принесли добротный, но не грандиозный успех. Считалось, что это один из десятков проходных фильмов, ежегодно штамповавшихся в Голливуде. Фильм быстро выпустили в широкий прокат, чтобы воспользоваться резонансом вокруг Касабланкской конференции союзников и высадки войск в Северной Африке, которая состоялась за несколько недель до премьеры фильма и ещё была на памяти зрителей.
Несмотря на неоднократную замену сценаристов, которые пытались адаптировать для большого экрана ещё не поставленную в театре пьесу, и на то, что для Богарта это была первая романтическая роль, «Касабланка» получила три «Оскара», в том числе в категории «лучший фильм». Американский институт киноискусства объявил фильм лучшей мелодрамой всех времён США. Персонажи, диалоги и музыка вошли в число самых любимых среди американцев, а популярность фильма выросла до такого масштаба, что поныне его часто называют среди лучших фильмов в истории Голливуда.

## Сюжет
Беженцы… Изо всех уголков Европы устремились они в Новый Свет, к свободе. Все взоры обращены в сторону Лиссабона: это — порт отправления. Но попасть в Лиссабон прямым путём удаётся не каждому. И тропа беглецов свернула от Парижа к Марселю… (Ожившая карта иллюстрирует маршрут, о котором говорит рассказчик.) Пересекла Средиземное море… От Орана по краешку Африки надо добираться — поездом, автомобилем, а то и пешком — до Касабланки, во Французском Марокко.
Главный герой Рик Блейн (Хамфри Богарт) — горько разочарованный циничный американец, владелец кафе «У Рика» в Касабланке, элитного ночного клуба и гнезда для азартных игр с самой различной клиентурой из числа вишистов, нацистов, беженцев и воров. Рик, с виду равнодушный ко всем политическим событиям, как оказалось, раньше переправлял контрабандой оружие в Эфиопию, когда страна боролась против итальянской агрессии в 1935 году, и сам участвовал в Гражданской войне в Испании на стороне республиканцев.
Мелкий преступник Угарте (Питер Лорре) прибывает в клуб Рика с полученными при убийстве двух немецких курьеров проездными документами. Эти документы позволяют свободно перемещаться по французским территориям, не попавшим под оккупацию Германии, и даже попасть в нейтральную Португалию, откуда можно выехать в Новый Свет. Для постоянного потока беженцев, застрявших в Касабланке, исправные документы имели первостепенное значение. Угарте хочет разбогатеть, продав их за огромные деньги человеку, который должен прибыть ночью. Но до приезда покупателя Угарте арестовывает местная полиция, которой командует капитан Луи Рено (Клод Рейнc) — коррумпированный хапуга, который сам себя характеризует словами: «У меня нет убеждений … я склоняюсь туда, куда дуют ветра, а сильные ветра дуют в сторону Виши». Тайком от Рено и нацистов Угарте передаёт документы Рику со словами: «ты меня презираешь, ты — единственный, кому я могу довериться». Рик прячет их в фортепиано пианиста Сэма.
В этот миг в жизнь Рика вновь входит та, что принесла ему столько горечи — его бывшая возлюбленная Ильза Лунд со своим мужем, Виктором Ласло, руководителем чешского движения Сопротивления, которого уже давно разыскивают нацисты. Им нужны документы для выезда из Касабланки в США, где Ласло сможет продолжить свою работу. Предотвратить это должен немецкий майор Штрассер.
Из разговора с Феррари, важным лицом в преступном мире и конкурентом Рика, Ласло узнаёт о наличии проездных документов у Рика. Он обращается к Рику с просьбой отдать документы, но тот отказывается, советуя Ласло узнать причину отказа у жены. Разговор прерывает исполнение песни «Die Wacht am Rhein» группой немецких офицеров. Рассердившись, Ласло велит оркестру играть «Марсельезу». Руководитель оркестра просит на это разрешения у Рика, и тот кивает в знак согласия. Ласло начинает песню, сначала сам, но потом придушенный патриотический пыл публики прорывается наружу, и поют уже все, заставляя немцев уйти. Штрассер мстит, отдав приказ Рено закрыть клуб.
После ухода публики к Рику в кафе приходит Ильза. Рик отказывается отдать ей документы. Она угрожает ему пистолетом, но выстрелить не может, признаваясь, что всё ещё любит его. Она объясняет, что на момент их встречи в Париже она считала, что её муж погиб при бегстве из концентрационного лагеря. Позже, накануне захвата города немецкими войсками, она узнала, что Ласло жив и скрывается. Это произошло именно в тот день, когда Ильза с Риком должны были вместе выехать из Парижа на поезде. Она была вынуждена покинуть Рика без какого-либо объяснения, чтобы ухаживать за больным Ласло.
Узнав истинную причину исчезновения Ильзы, Рик становится мягче, и бывшие любовники мирятся. Рик соглашается помочь, уверяя Ильзу, что она останется с ним, когда Ласло уедет. Неожиданно возвращается Ласло, едва сумевший избежать полицейского налёта, совершённого на помещения, где проходили собрания активистов движения Сопротивления. Рик прячет Ильзу на время мужского разговора.
Ласло говорит, что ему известно о чувствах Рика к Ильзе, и пытается получить от Рика документы, которые позволили бы вывезти жену туда, где она была бы в безопасности. Однако прибывает полиция и арестовывает Ласло, выдвигая мелкое обвинение. Рик убеждает Рено выпустить Ласло, обещая помочь поймать его на более серьёзном преступлении — после того, как Рик передаст проездные документы Ласло, Рено сможет сфабриковать дело об убийстве Ласло немецких курьеров с целью присвоения документов. Чтобы развеять подозрения Рено относительно своих мотивов, Рик объясняет, что это позволит ему с Ильзой спокойно уехать в Америку.
Тем не менее, когда Рено пытается арестовать Ласло после получения документов, Рик предаёт Рено, заставляя его под дулом пистолета помочь беглецам. В последний миг Рик велит Ильзе сесть на борт самолёта до Лиссабона вместе с Ласло, говоря ей, что она будет жалеть, если останется: «Возможно не сегодня, возможно не завтра, но скоро и до конца своей жизни», — и добавляет, что у них всегда будет Париж.
Появляется майор Штрассер, но, когда он пытается помешать бегству, Рик стреляет в него. Прибывает полицейское подкрепление, Рено задумывается, а потом велит своим людям «взять обычных подозреваемых». Оставшись наедине с Риком, Рено предлагает ему вместе с ним покинуть Касабланку и присоединиться к Свободной Франции в Браззавиле (Конго). В финальной сцене они уходят в туман, и Рик говорит одну из самых памятных фраз в истории кино: «Луи, думаю, что это начало прекрасной дружбы».

## В ролях
| Актёр           | Роль                  |
| --------------- | --------------------- |
| Хамфри Богарт   | Ричард (Рик) Блейн    |
| Ингрид Бергман  | Ильза Лунд            |
| Клод Рейнс      | капитан Луи Рено      |
| Пол Хенрейд     | Виктор Ласло          |
| Конрад Фейдт    | майор Генрих Штрассер |
| Сидни Гринстрит | сеньор Феррари        |
| Петер Лорре     | Угарте                |
| Дули Уилсон     | Сэм                   |

| Актёр          | Роль                                     |
| -------------- | ---------------------------------------- |
| Джой Пейдж     | Аннина Брандел                           |
| Мадлен Лебо    | Ивонн                                    |
| Джон Куолен    | Бергер, связной Ласло                    |
| С. Ц. Сакалл   | Карл, старший официант                   |
| Марсель Далио  | Эмиль, крупье                            |
| Труда Берлинер | играющая в баккара                       |
| Леонид Кински  | Саша                                     |
| Монти Блю      | американец                               |
| Леон Беласко   | дилер кафе «У Рика» (в титрах не указан) |

## Работа над фильмом

### Литературная основа
Литературной основой фильма «Касабланка» стала не поставленная пьеса Мюррея Бернетта и Джоан Элисон «Все приходят к Рику» («Everybody Comes to Rick’s»). Прочитав пьесу, Стивен Карно, аналитик киностудии Warner Brothers назвал её «заумной чушью» («sophisticated hokum»). По оценке литературоведа, специалиста по сценарному мастерству Марка Аксельрода (Mark Axelrod), этот отзыв о пьесе можно свести к словам «претенциозная ерунда» («pretentious nonsense»). Об обстоятельствах обращения к этой пьесе, Айрин Ли Даймонд, редактор сценарного отдела студии позже говорила: «Раз в год меня посылали в Нью-Йорк посмотреть, нет ли среди новинок подходящей пьесы. Там я наткнулась на никем не поставленную пьесу Мюррея Бернетта и Джоан Элисон…». Даймонд представила пьесу Халу Уоллису, продюсеру, «правой руке Джека Уорнёра», после чего на студии было решено ставить по ней фильм.

### Сценарий
«Касабланка» планировалась боссами Warner Brothers как проходной фильм с не самыми яркими звёздами и довольно посредственным бюджетом в районе миллиона долларов. По этому поводу один из сценаристов, Джулиус Эпстайн, позже заметил: «В те времена все главные голливудские студии выпускали фильмов пятьдесят в год — по фильму в неделю. И „Касабланка“ делалась как рядовой фильм, один из пятидесяти». Авторам пьесы заплатили рекордный гонорар, но согласно голливудской традиции требовалось, чтобы фильм получил другое название. Хал Уоллис предложил назвать картину «Касабланкой», что очевидно было связано с успехом американской драмы «Алжир» (1938) режиссёра Джона Кромвелла, являющейся ремейком «Пепе ле Моко» — знакового фильма французского поэтического реализма.
Рено: Пожалуй, вы правы. (Задумчиво.) Вам лучше бы на время исчезнуть из
Касабланки. В Браззавиле расположен гарнизон Сражающейся Франции. Возможно,
я сумею устроить вам пропуск.

Рик (улыбнувшись): Транзитный пропуск? (Провожает взглядом самолёт, который вот-вот исчезнет из виду.) Что ж, я бы съездил. Но это не меняет дела. Вы проспорили мне десять тысяч франков.
Рено: Эти десять тысяч пойдут на покрытие наших расходов.

Рик: Наших?!

Рено: Угу.

Рик: Сдаётся мне, что это начало очень красивой дружбы.
Над переработкой сценария работало несколько человек; им удалось придумать диалоги, многие из которых вошли в историю, но к началу съёмок сценарий был не закончен. Дочь Бергман — Пиа Линдстром — рассказывала: «Сценаристы сами не знали, что произойдет с их героями. Концовка фильма то и дело менялась. Мать огорчалась, ей казалось, что создатели фильма не знают толком, какую историю они хотят рассказать. Они никак не могли решить, с кем останется Ильза — с мужем или с героем Хамфри Богарта?» Этот вопрос очень интересовал шведскую звезду и она спрашивала у авторов фильма, с кем же из мужчин ей придётся остаться? По словам Джулиуса Эпстайна, ей отвечали: «„Как только мы сами это узнаем, сразу известим Вас…“»
Уже по ходу подготовительных работ у фильма сменился продюсер — им стал Хэл Б. Уоллис. Именно он решил заменить ещё не столь известного в то время Рональда Рейгана на звёздного Хамфри Богарта, который и сыграл главную роль, хотя никогда ранее не снимался в романтических мелодрамах. Уоллис также пригласил начинающую Ингрид Бергман на главную женскую роль. Режиссёром был назначен уважаемый за профессионализм венгр Майкл Кёртис.
На роли второго плана Кёртис пригласил многочисленных европейских актёров, которые с началом войны остались без работы и наводнили голливудские студии. Среди них были и профессионалы экстра-класса вроде Петера Лорре и Конрада Фейдта, известных по таким шедеврам немецкого экспрессионизма, как «М» и «Кабинет доктора Калигари», соответственно. Пол Хенрейд, которому досталась роль Ласло, в своё время работал с великим Рейнхардтом, но роль в «Касабланке» сложно причислить к его удачам — он смотрится в кадре слишком скованно. Он не ладил с другими актёрами, Ингрид Бергман считала его «примадонной», а сам Хенрейд пренебрежительно отзывался об актёрских способностях Богарта. Позже историк кино Руди Белмер отмечал выдающийся состав фильма, причастный к его созданию: «Исполнители главных ролей работали в окружении блестящих голливудских актёров — Сидни Гринстрита, Питера Лори, Клода Рейнса. Режиссёром был Майкл Кёртис, король приключенческого жанра, поставивший на студии „Уорнер Бразерс“ такие кассовые картины, как „Капитан Блад“ и „Приключения Робин Гуда“».
По воспоминаниям Бергман, из-за её высокого роста режиссёр заставлял низкорослого Богарта вставать на подставки или садиться на подушки, когда они снимались вдвоём. Тем не менее романтические сцены получились убедительными: Бергман, по выражению критика Р. Эберта, «рисует по его лицу своим взором». Как и обычно, лицо шведской актрисы снимали с левой стороны, направляя пучки света таким образом, чтобы вызвать блеск в её глазах; также заметно применение мягко рассеивающего свет фильтра. Сразу по завершении съёмок Бергман коротко постриглась для своего следующего фильма «По ком звонит колокол» режиссёра Сэма Вуда, что сделало невозможной пересъёмку тех или иных сцен. Небольшой бюджет и ограниченные возможности съёмочной группы вынуждали что-то придумывать. Многие находки принадлежали Кертису. Ли Кац, его ассистент на фильме, вспоминал об одном художественном ухищрении: «Весь аэропорт умещался на подиуме. Там стоял вырезанный из фанеры контур самолёта, что создавало иллюзию перспективы. Но по замыслу постановщика возле самолёта должны были копошиться механики. Мы понимали, что людей нормального роста поставить рядом с макетом нельзя: не тот масштаб. Пришлось искать лилипутов; они и изображали механиков».
Композитор Макс Стайнер написал музыку к фильму, чередуя мотивы двух основных мелодий — романтической темы «As Time Goes By» и патриотической «Марсельезы». Американский композитор Герман Хапфелд написал «As Time Goes By» для бродвейского мюзикла «Добро пожаловать всем», поставленного в 1931 году. Песня очень полюбилась Барнетту, который использовал её в пьесе «Все приходят к Рику». Стайнер отрицательно относился к использованию музыки бродвейской песни. В разговоре с женой он назвал мелодию «отвратительной». Несмотря на то, что композитор «ненавидел» навязанную ему мелодию, она стала лейтмотивом всего фильма, а в партитуре в том или ином виде она появилась в 24 вариантах. Знаменитая финальная строчка Богарта — «Я думаю, это послужит началом прекрасной дружбы» — была написана по завершении съёмок и озвучена Богартом примерно через месяц после окончания работы над фильмом. В связи с высадкой союзников в Африке возникли планы доснять ещё одну сцену с участием Рика и Рено, но от них пришлось отказаться из-за занятости актёров в других проектах. Кроме того, против новой концовки возражал влиятельный продюсер Дэвид Селзник.

## Успех
Премьера фильма была приурочена к попаданию города Касабланка на первые полосы американских газет: в ноябре 1942 года союзные войска заняли Касабланку, а в январе 1943 года там прошла встреча Рузвельта и Черчилля. Учитывая это обстоятельство, в «Уорнер Бразерс» решили не откладывать премьеру фильма. Впрочем, американские солдаты в Северной Африке его не увидели: власти не хотели провоцировать многочисленных во французских колониях сторонников вишистского режима.
По итогам 1943 года «Касабланка» заняла в американском прокате 7-е место, однако привлекательность фильма заключалась отнюдь не в кассовых сборах или наградах Киноакадемии и даже не в художественной оригинальности (достаточно сравнить «Касабланку» с «Гражданином Кейном» Орсона Уэллса). Сила этого фильма виделась в его своевременности — отражение способности Голливуда создавать магию кино, несмотря на почти конвейерное производство. Нежелание Рика Блейна рисковать из-за кого бы то ни было метафорически отразило отношение американского общества к участию во Второй мировой войне, выражавшееся в политике изоляционизма, практиковавшейся до Пёрл-Харбора. И то изменение, которое произошло с Риком к концу фильма, символизировало изменение в настроениях американцев после объявления войны.
Секрет того, почему «Касабланка» столь удачно выдержала испытание временем и стала с годами только популярнее, лежит ещё и в том, что с 1957 года многие кинотеатры стали крутить фильм в течение летних экзаменов, первоначально в Гарварде, а потом и в других университетах. А двадцать лет спустя было подсчитано, что «Касабланка» чаще любого другого фильма демонстрируется по американскому телевидению. Чтобы ещё больше облегчить процесс приобщения к фильму новых поколений телезрителей, Тед Тёрнер в 1980-е годы профинансировал колоризацию «Касабланки». Этот шаг вызвал неоднозначную реакцию в стане любителей кино: сын Богарта, к примеру, сравнил раскрашивание фильма с приделыванием рук к Венере Милосской.
По мнению французского историка кино Жоржа Садуля, «Касабланка» — это «классический гангстерский фильм, герои которого заменены деятелями Сопротивления, одурачившими в Марокко гестаповцев при помощи вишиста, ведущего двойную игру». Также по его оценке, эта лента является примером стереотипного и эпизодического, «фонового» показа на западном экране местного африканского населения, представленного всегда как «„цветные люди“ независимо от того, были они чёрными или смуглыми». Американский критик Роджер Эберт отмечал, что главные герои проделывают по ходу фильма внутреннюю эволюцию — они приходят к мысли о необходимости принести в жертву победе нечто весьма дорогое для них). Сурово отнёсся к картине польский историк кино Ежи Тёплиц. По его мнению, про эту «развлекательную» работу, несмотря на успех у публики и список наград, нельзя ничего сказать положительного за исключением того, что она довольно искусно сделана: «Из слабой пьесы Мэррея Барнетта и Джоанн Эллисон невозможно было создать интересную, психологически правдивую драму». Кроме того, по его оценке, отсутствие содержательности в «Касабланке» можно объяснить и студийной политикой, при которой руководство стремилось к копированию «всех дешёвых мелодраматических эффектов театрального представления». Неодобрительно отзывался в нескольких своих работах о «Касабланке» как о фильме «весьма посредственном» и философ Умберто Эко. По его мнению, это подлинное нагромождение клише и стереотипов классического Голливуда, писал он в книге «Шесть прогулок в литературных лесах». Если пара клише вызывает смех, то их сотня, развивал он свою мысль, трогает до слёз — они как будто начинают взаимодействовать друг с другом и «праздновать воссоединение». По его гипотезе, одним из факторов, способствующих формированию культа вокруг определённого произведения, является «несвязанность», или «разборность» этого произведения: «Кроме того, нам известно, что в интересах развития сюжета сценаристы напихали в фильм все мыслимые экранные и литературные клише, превратив его, так сказать, в музей кинематографии. По этой причине „Касабланку“ можно воспринимать по частям, выхватывая куски, каждый из которых становится цитатой, архетипом». В эссе «Касабланка, или Возрождение богов» Эко писал, что картина представляет собой «множество фильмов» — фактически целую антологию. Видимо, такой результат был достигнут непреднамеренно со стороны создателей, и именно этим объясняется воздействие, оказываемое им: «В нём с почти теллурической мощью действуют „силы повествования“ в исконном виде, „искусству“ даже не нужно их направлять». В связи с этим несмотря на все нестыковки сценария и недостатки постановки достигается поразительный эффект:
Когда в фильм, не стыдясь, врываются все архетипы, достигаешь гомеровской глубины. Пара штампов вызовет смех. Сотня штампов растрогает. Потому что мы неосознанно чувствуем, что штампы ведут беседу друг с другом, что они рады опять собраться вместе. Как крайняя боль граничит со сладострастием, а крайнее извращение — с мистической энергией, так и за крайней банальностью проглядывает возвышенное. С нами говорит не режиссёр, а нечто другое. И это явление заслуживает почтительного отношения.
Французский режиссёр Франсуа Трюффо, которому в 1973 году от лица компании Warner Bros. предложили сделать ремейк «Касабланки», и отчего он отказался, отметил, что это не самый любимый его фильм с Богартом. По его оценке, он находится «гораздо ниже» фильмов «Иметь и не иметь» (1944) и «Глубокий сон» (1946), снятых с актёром режиссёром Говардом Хоуксом. Киновед Йен Хедн Смит сравнивал «Касабланку» и «Короткую встречу» (1945) Дэвида Лина, которые предоставили «зрителям возможность пережить мгновения романтического забытья». Он возводил его происхождение к французскому поэтическому реализму и в первую очередь к фильму «Пепе ле Моко» (1937) Жюльена Дювивье с Жаном Габеном в главной роли. Эту французскую предвоенную работу Смит образно назвал «самым бесстыдным романтическим фильмом направления», послужившим основой «Третьего человека» (1949) Кэрола Рида. Дочь Бергман, Пиа Линстром, ставшая кинокритиком, говорила о культовом характере фильма следующим образом: «Герои фильма стали иконами, стали символами, стали частью культуры далеко за пределами фильма. Зрители в наши дни воспринимают „Касабланку“ с её романтикой и идеализмом, как свидетельство ушедшей эпохи. Летят годы, „time goes by“, но как прежде, „к Рику приходят все“». Жак Лурсель также останавливался на таком характере «Касабланки»: «Но главный элемент фильма — это, конечно же, успокаивающий, но добротный романтизм, исходящий от главного героя Рика и окончательно сформировавший легендарный образ Богарта. Вся Америка с наслаждением узнала — и продолжает узнавать — себя в этом персонаже, в котором за внешним цинизмом и прагматизмом скрывается непоколебимый идеалист. Учитывая „легендарность“ фильма, уместно ли тут презрительно кривить губы?» Писатель Дмитрий Быков отмечал, что притягательность ленты заключается в её «социальности». Она представляет собой драму «о том, что независимый (или, иначе говоря, лишний) человек не получает ничего, кроме уважения французской полиции. Идейному же и правильному в картине по справедливости достается всё: общие симпатии, красавица, которая не в силах его оставить, хотя любит другого, и удача при побеге. Такое было бы немыслимо в сюжете, подчёркнуто свободном от социальных реалий, разворачивающемся вне времени».

## Премии и награды
- Фильм «Касабланка» получил в 1944 году три премии «Оскар» в категориях «лучший фильм», «лучший режиссёр» и «лучший сценарий». Всего картина номинировалась по восьми категориям.
- В 2005 году Американский институт кино провёл опрос по поводу наиболее популярных строчек из фильмов. Наибольшее количество знаменитых цитат кинокритики насчитали в «Касабланке»[29].
- В 2006 году голосованием Американской гильдии сценаристов сценарий «Касабланки» был выбран лучшим в истории кинематографа.

По результатам исследования, проведённого по инициативе Sky News, цитата «За тебя, малыш» (англ. «Here's looking at you, kid») заняла девятое место в списке самых любимых реплик кинозрителей.
В рейтинге 250 лучших фильмов по версии IMDb Касабланка находится в пятом десятке.